# SP1900 EMU
SP1900 EMU / SP1950 EMU або IKK Train (раніше KCR EMU SP1900 / SP1950 EMU ;港鐵近畿川崎列車, також відомий як «Поїзд тисячоліття» під час публічної реклами) — це модель поїзда, який курсує на лінії Туен Ма в Гонконзі. Це була друга модель електричного багатовагонного рухомого складу залізничної корпорації Коулун-Кантон (KCRC) (після Metro Cammell EMU, представленої в 1980-х роках), хоча вони експлуатувалися корпорацією MTR (MTRC) після її злиття з KCRC. у 2007 році.

## Історія
8 березня 1999 року японський консорціум, до складу якого входять Itochu, Kinki Sharyo та Kawasaki Heavy Industries (під спільною назвою IKK), виграв контракт на 3,1 мільярда гонконгських доларів на будівництво нової моделі приміського поїзда для залізниці Коулун-Кентон (KCR). Контрактний код цих поїздів SP1900.
Потяги SP1900 почали курсувати на лінії East Rail у 2001 році; перші вагони потяга були доставлені 22 березня 2001 року, а перший потяг увійшов в експлуатацію 4 вересня 2001 року. З 250 замовлених вагонів 96 вагонів було призначено лінії Східної залізниці та скомпоновано у вісім поїздів по 12 вагонів у кожному, які працювали разом із існуючими EMU Metro Cammell . Решта 154 вагони, які почали поставлятися в 2002 році, були зарезервовані до урочистого відкриття лінії Західної залізниці в грудні 2003 року і були організовані в 22 набори з семи вагонів.

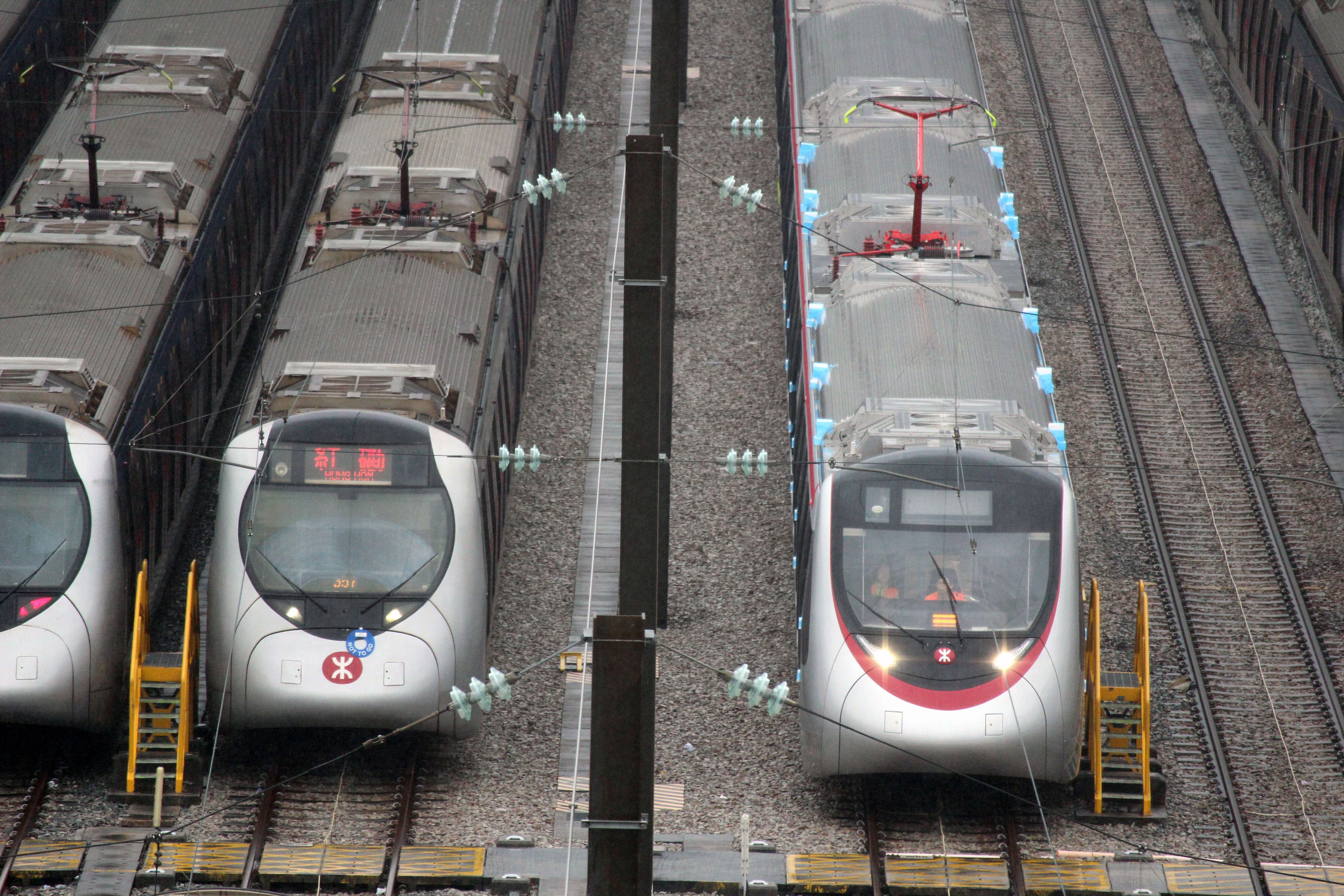
SP1900 видно ліворуч разом із TML C-Train праворуч, що демонструє відмінності між конструкціями торців кабіни

## Дизайн і місткість
Потяги SP1900 мають зовсім інший зовнішній вигляд, ніж старіші Metro-Cammell EMU на лінії East Rail. Найважливішим є те, що «головний» автомобіль, D car, має легку голову у формі кульового поїзда для кращого прискорення проти опору повітря на високих швидкостях. Його зовнішній вигляд майже ідентичний старим поїздам після реконструкції, а також усьому новішому обладнанню, з п’ятьма розсувними дверима з кожного боку стандартного купе. До переобладнання було двоє дверей з кожного боку купе першого класу, одні з яких зазвичай не використовуються.

## Конфігурації поїздів
| Вагони поїзда СП1900 / СП1950 | Вагони поїзда СП1900 / СП1950 | Вагони поїзда СП1900 / СП1950 | Вагони поїзда СП1900 / СП1950 | Вагони поїзда СП1900 / СП1950 | Вагони поїзда СП1900 / СП1950 | Вагони поїзда СП1900 / СП1950 | Вагони поїзда СП1900 / СП1950 | Вагони поїзда СП1900 / СП1950 | Вагони поїзда СП1900 / СП1950 | Вагони поїзда СП1900 / СП1950 | Вагони поїзда СП1900 / СП1950 |
| тип автомобіля                | водіння таксі                 | hostler                       | двигун                        | пантограф                     | довжина (мм)                  | місць                         | стоячи місткість              | всього                        | всього                        | всього                        |                               |
| тип автомобіля                | водіння таксі                 | hostler                       | двигун                        | пантограф                     | довжина (мм)                  | місць                         | стоячи місткість              | WR                            | TM1                           | Запасний                      |                               |
| ----------------------------- | ----------------------------- | ----------------------------- | ----------------------------- | ----------------------------- | ----------------------------- | ----------------------------- | ----------------------------- | ----------------------------- | ----------------------------- | ----------------------------- | ----------------------------- |
| D автомобіль                  | ✓                             | ✗                             | ✗                             | ✗                             | 24820                         | 48                            | 382                           | 66                            | 10                            | 20                            |                               |
| P автомобіль                  | ✗                             | ✗                             | ✓                             | ✓                             | 23216                         | 50                            | 402                           | 66                            | 10                            | 20                            |                               |
| М автомобіль                  | ✗                             | ✗                             | ✓                             | ✗                             | 23216                         | 50/52                         | 400/402                       | 66                            | 10                            | 20                            |                               |
| H автомобіль                  | ✗                             | ✓                             | ✗                             | ✗                             | 23216                         | 50/52                         | 400/402                       | 33                            | 5                             | 10                            |                               |
| C автомобіль                  | ✗                             | ✗                             | ✗                             | ✗                             | 23216                         | 50                            | 402                           | 33                            | 5                             | 10                            |                               |

## Галерея

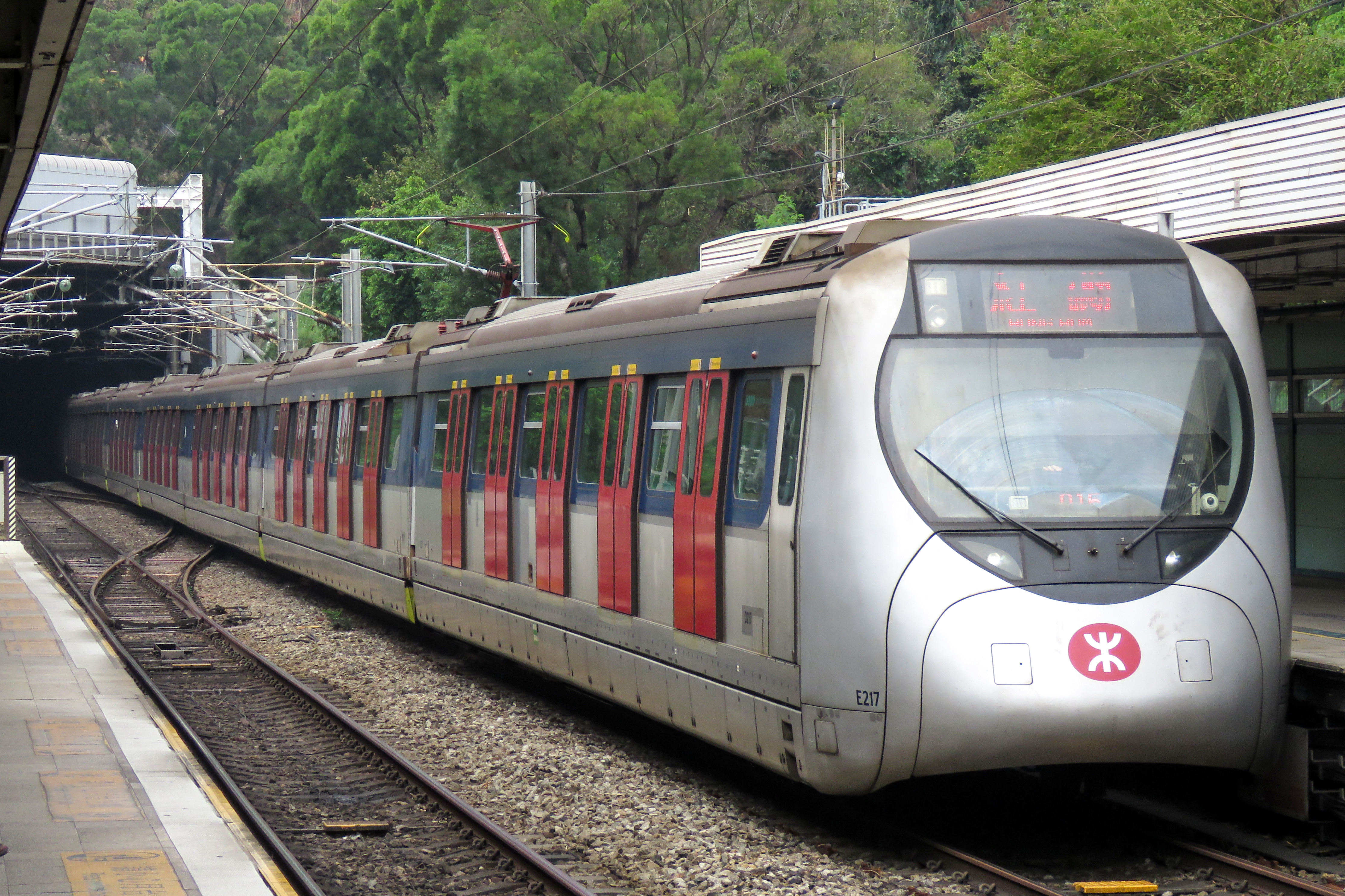
Поїзд SP1900 E217 на лінії East Rail на станції Kowloon Tong
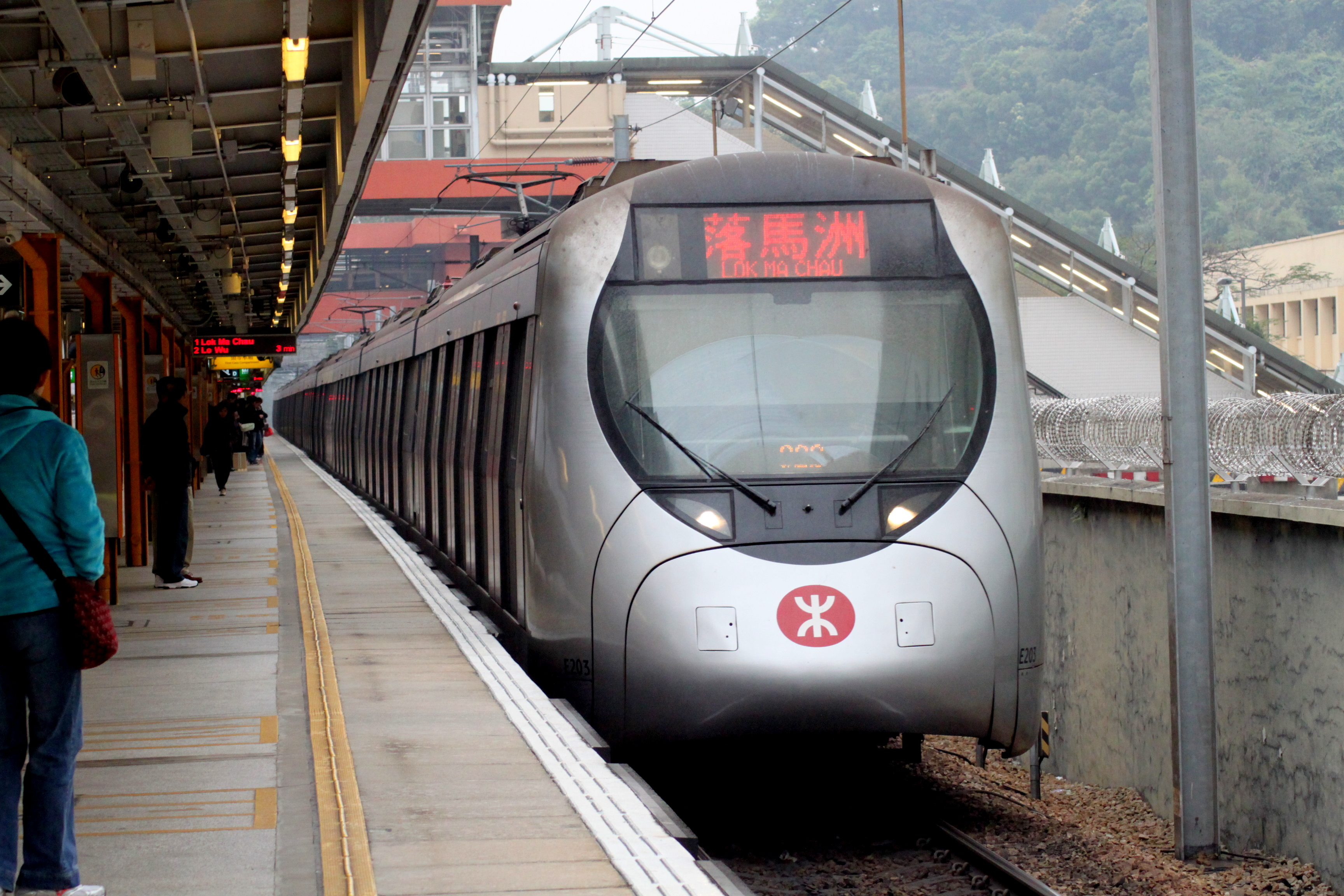
SP1900 на лінії East Rail на станції Fo Tan
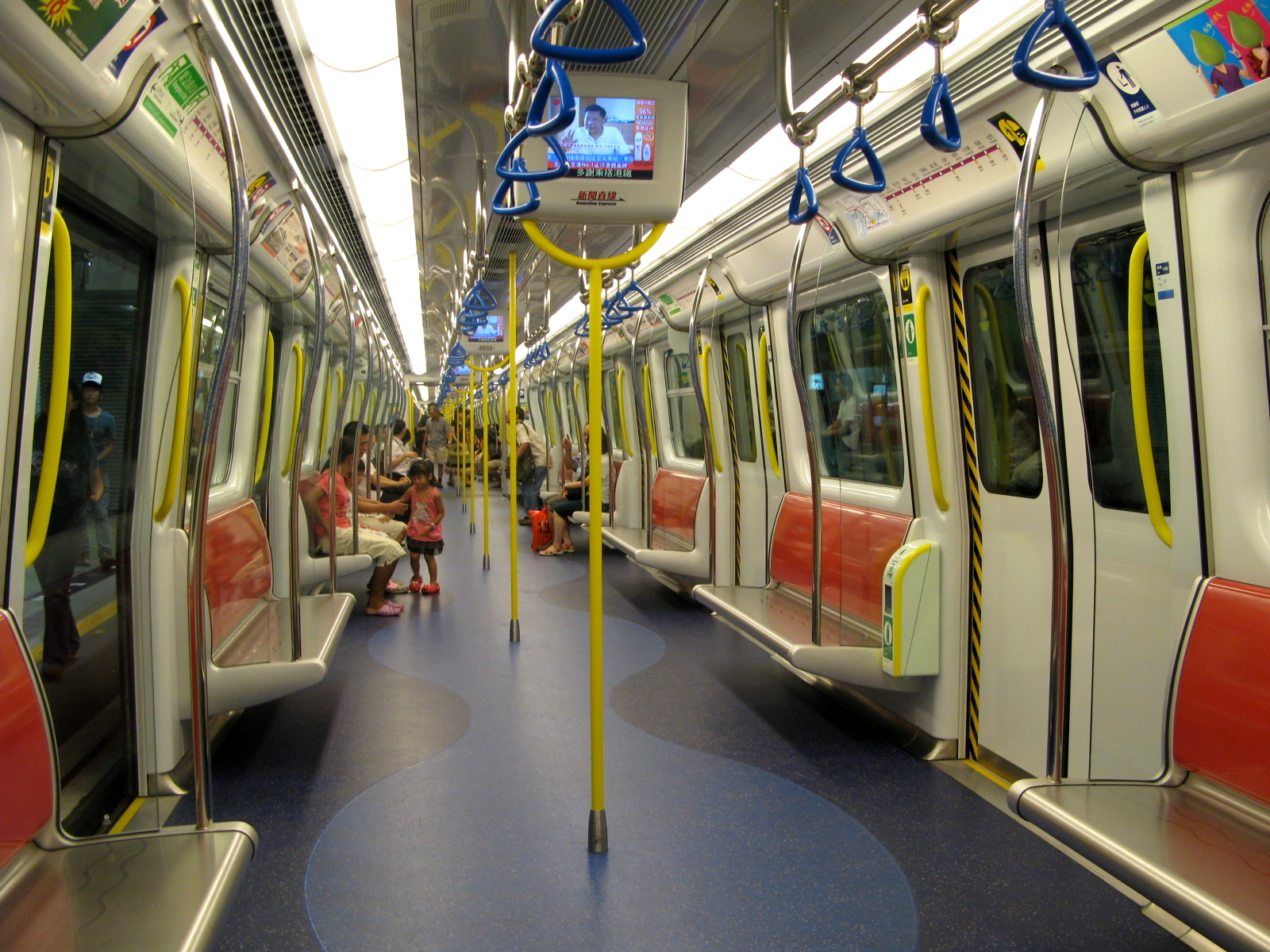
Інтер’єр лінії West Rail SP1900 EMU
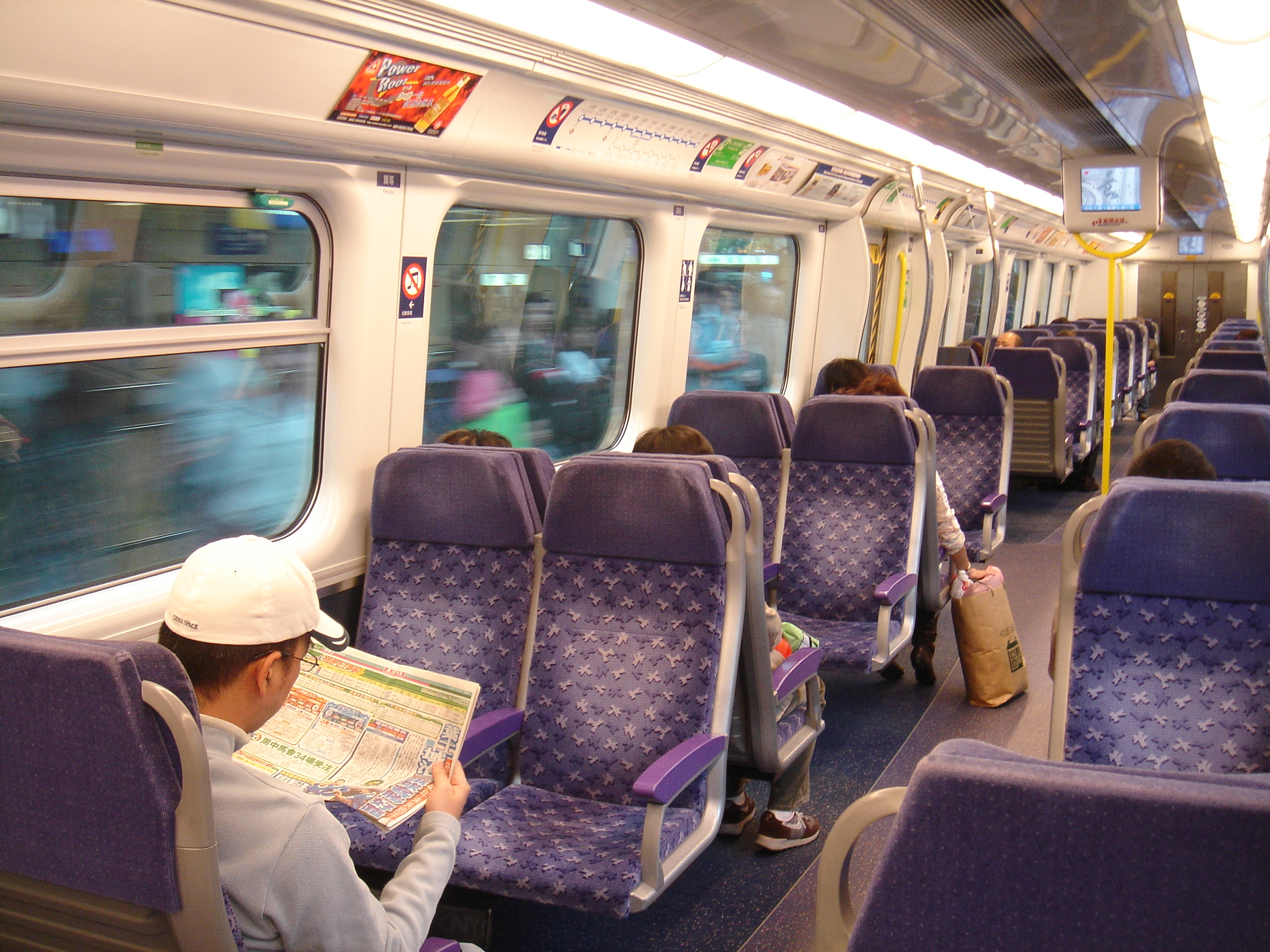
Купе першого класу лінії East Rail
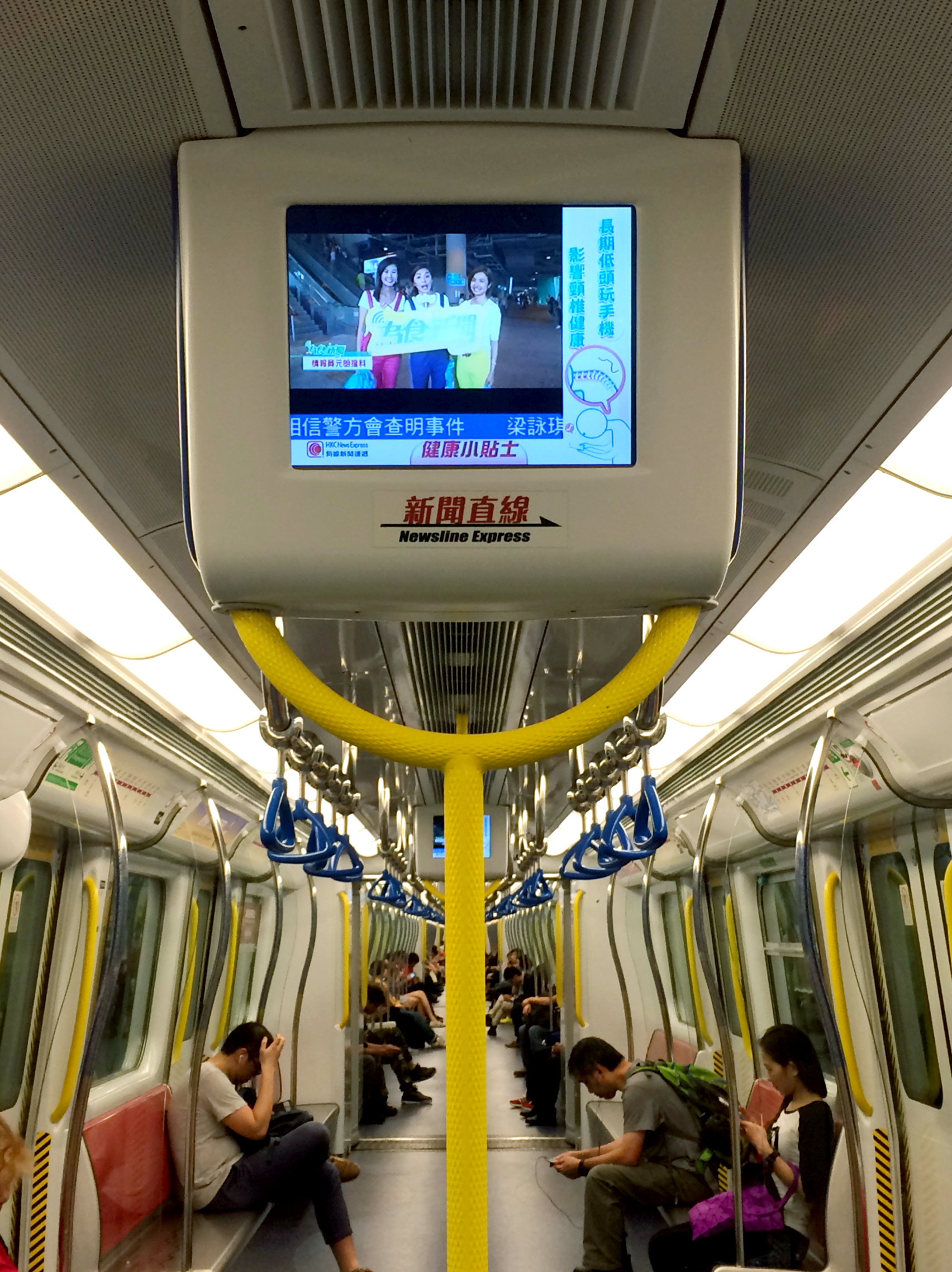
Оригінальний 15-дюймовий телевізор Newsline Express на SP1900
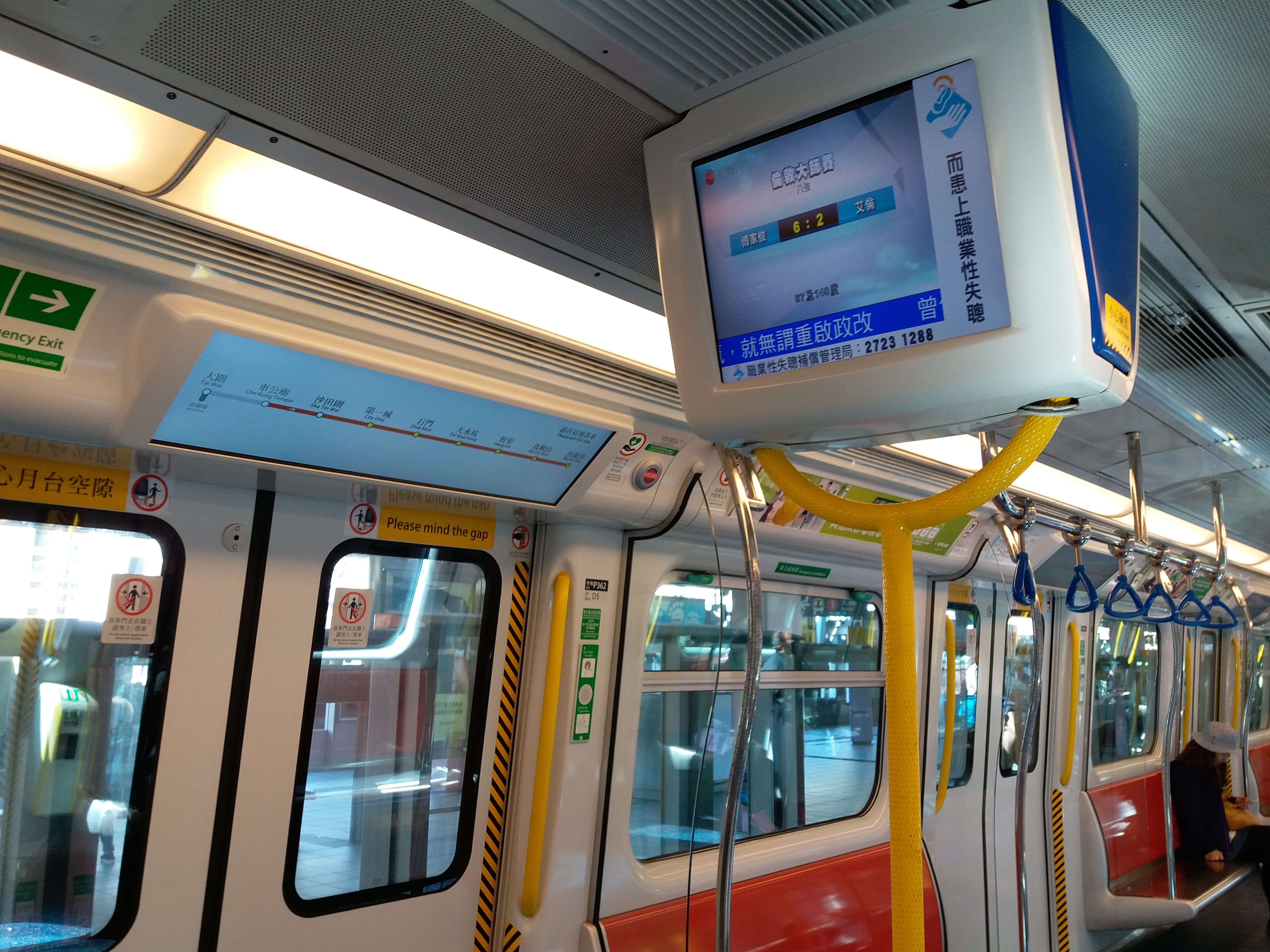
Нові рідкокристалічні дисплеї та 22-дюймові телевізори на лінії Tuen Ma SP1900
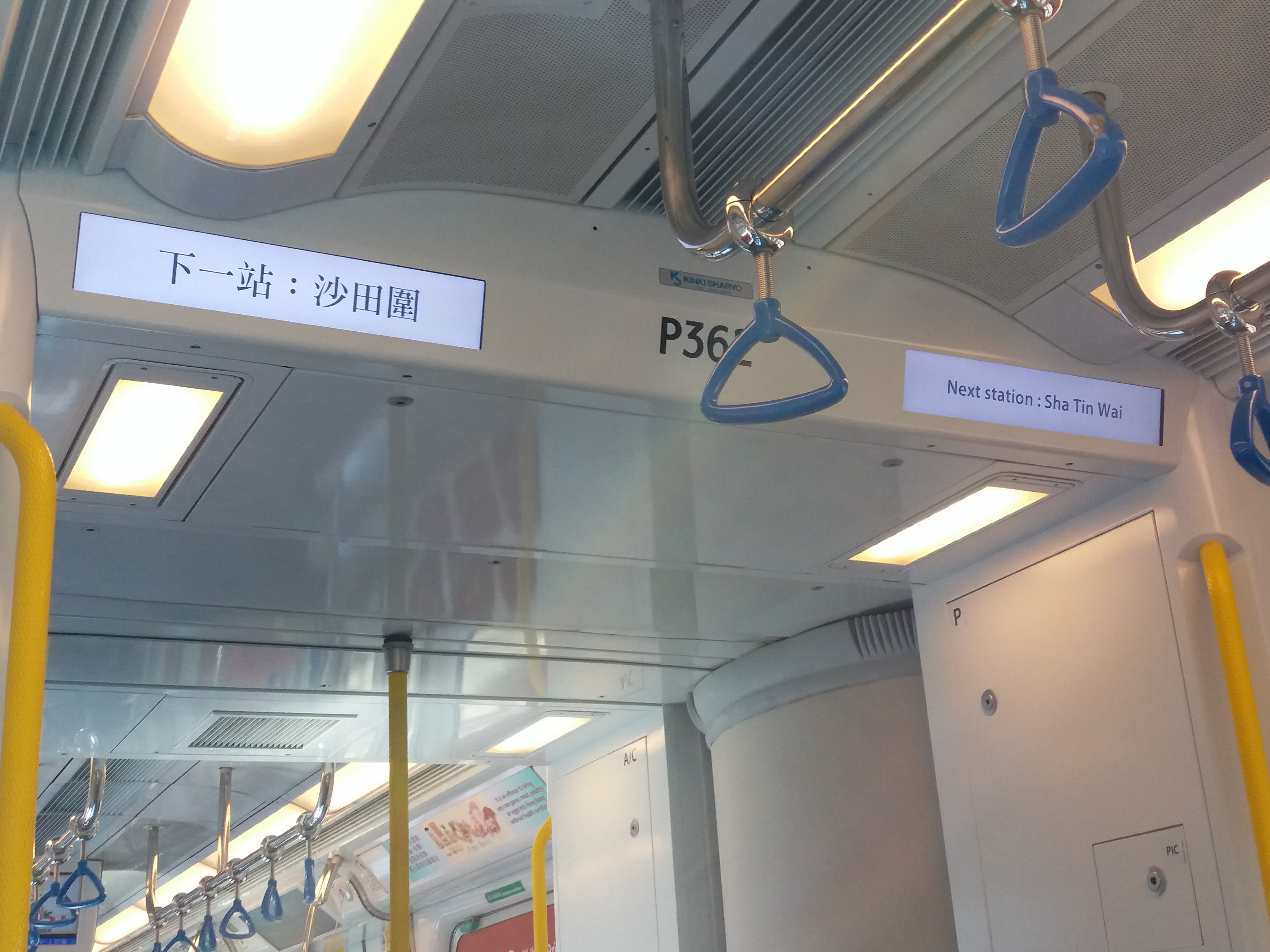
Нові дисплеї між рядами Tuen Ma SP1900
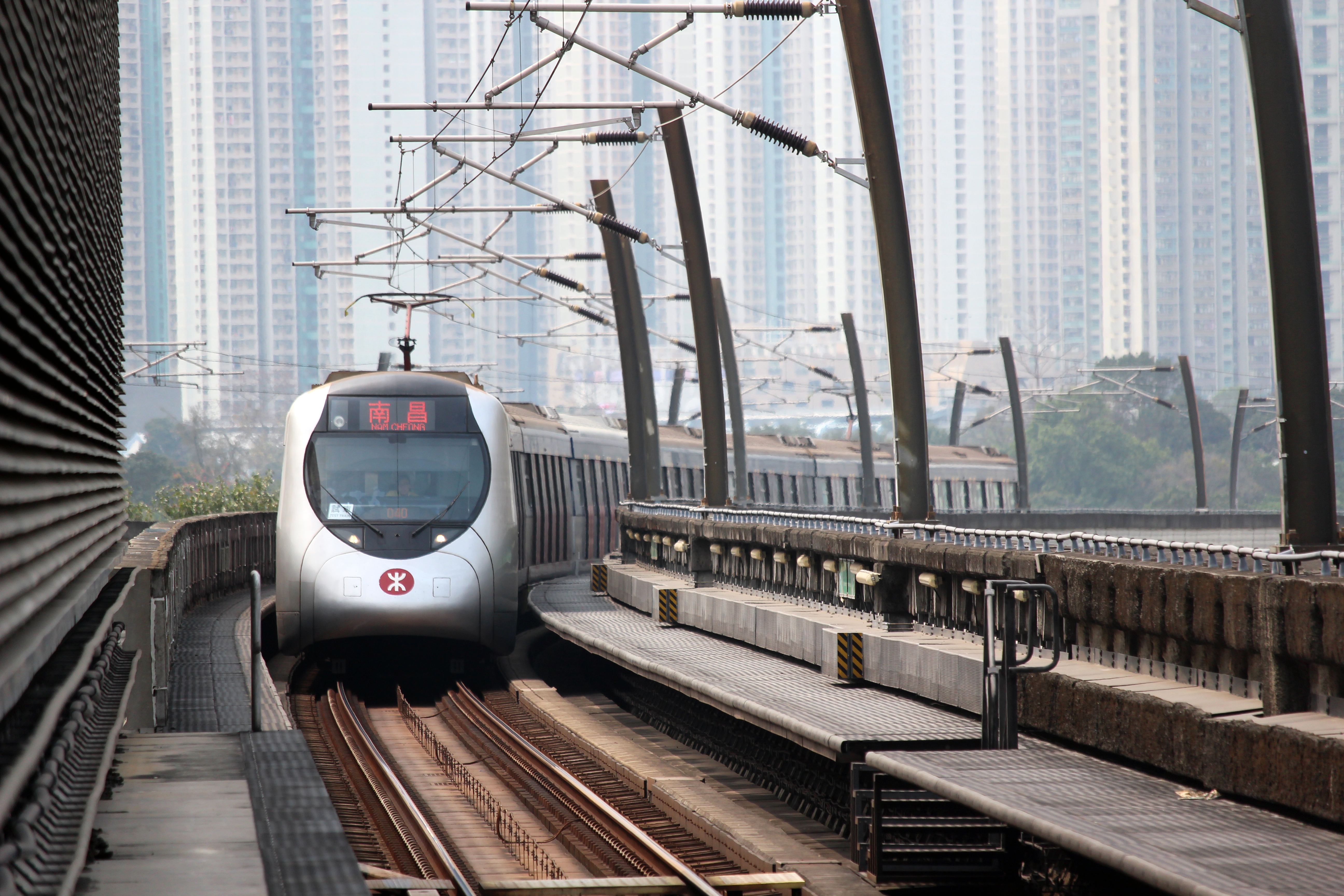
Тестування 8-вагонної лінії West Rail SP1900 на станції Long Ping
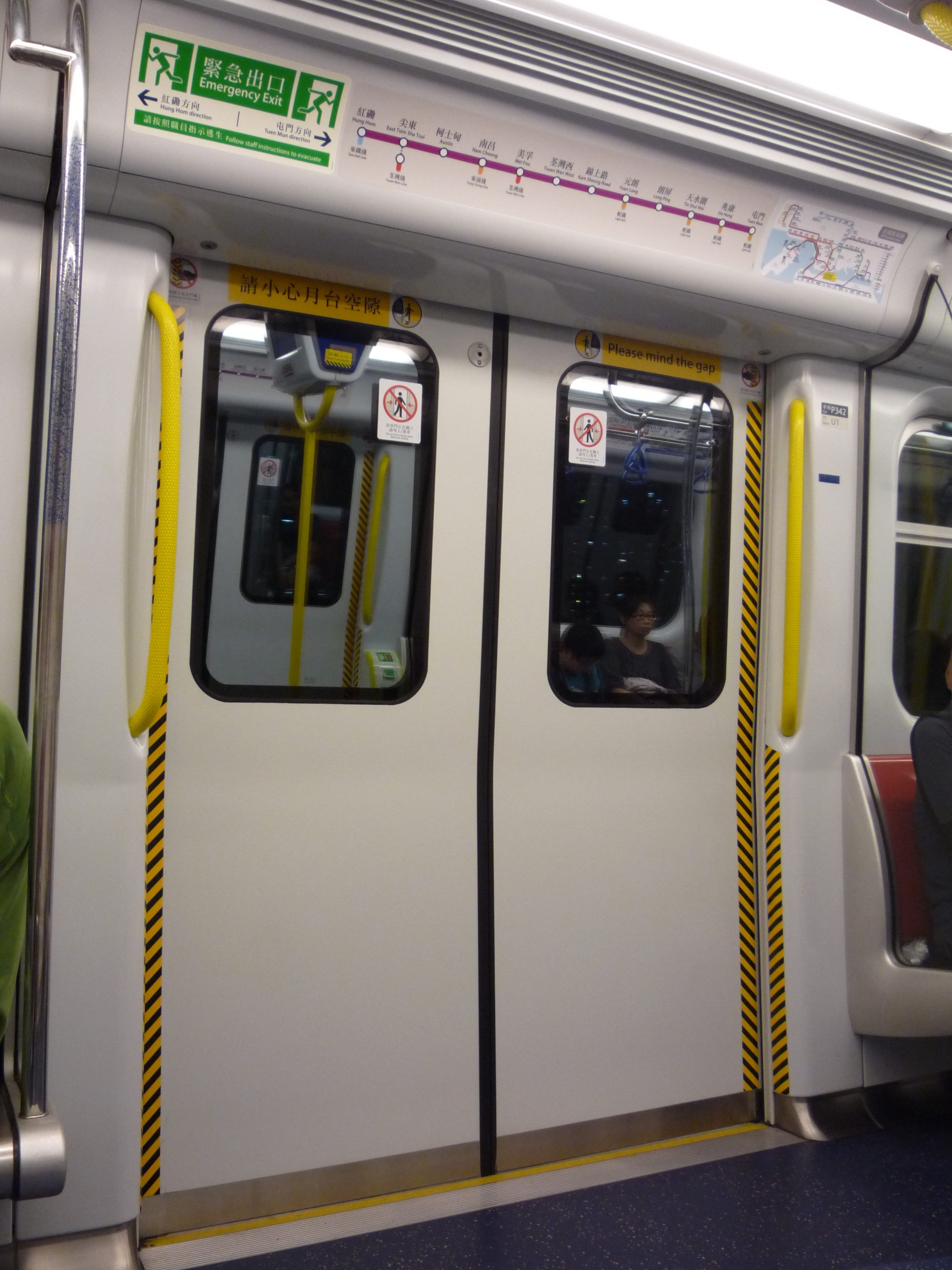
Двері поїзда West Rail лінії SP1900
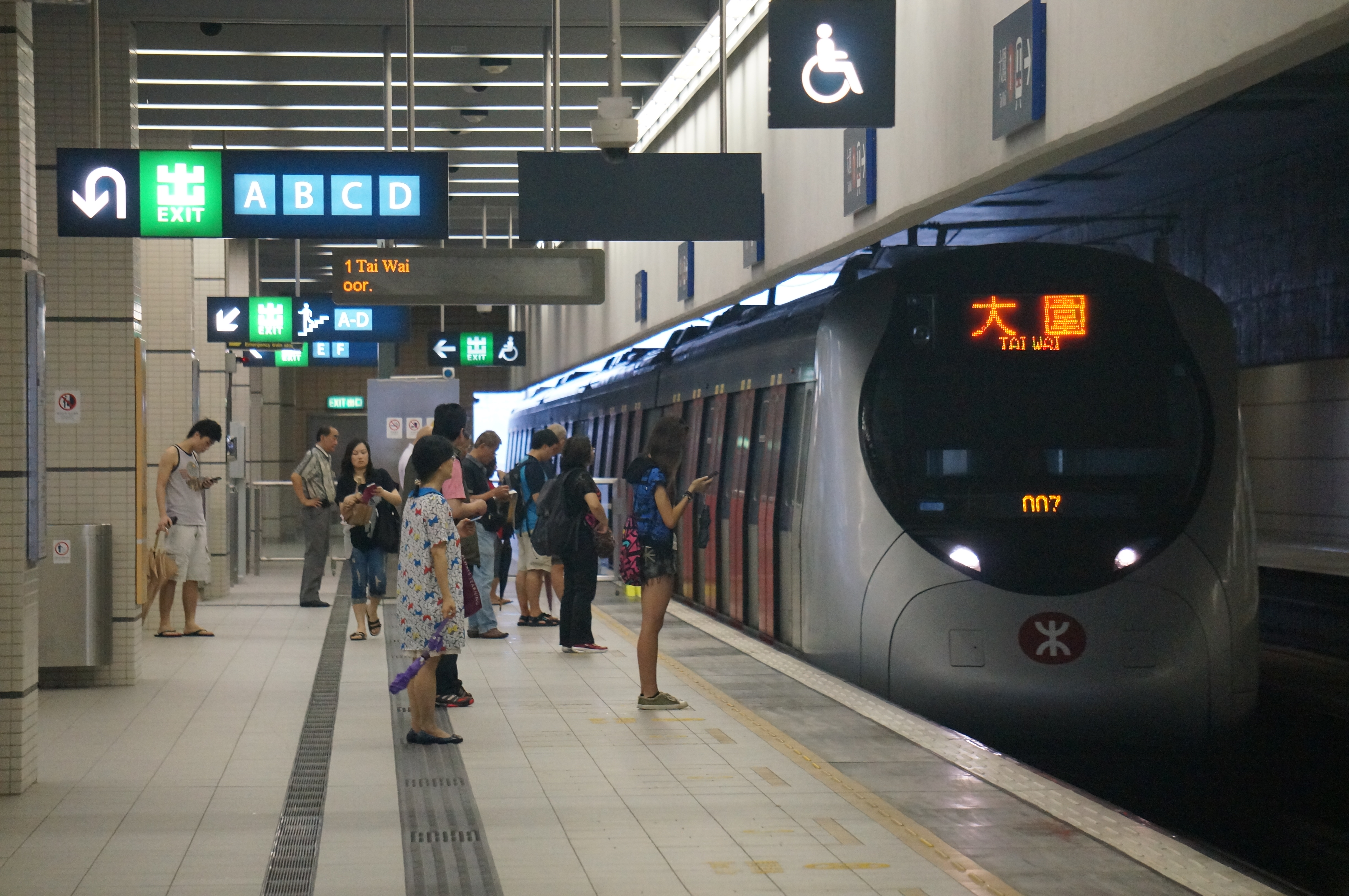
Лінія Ma On Shan SP1950 на станції Che Kung Temple
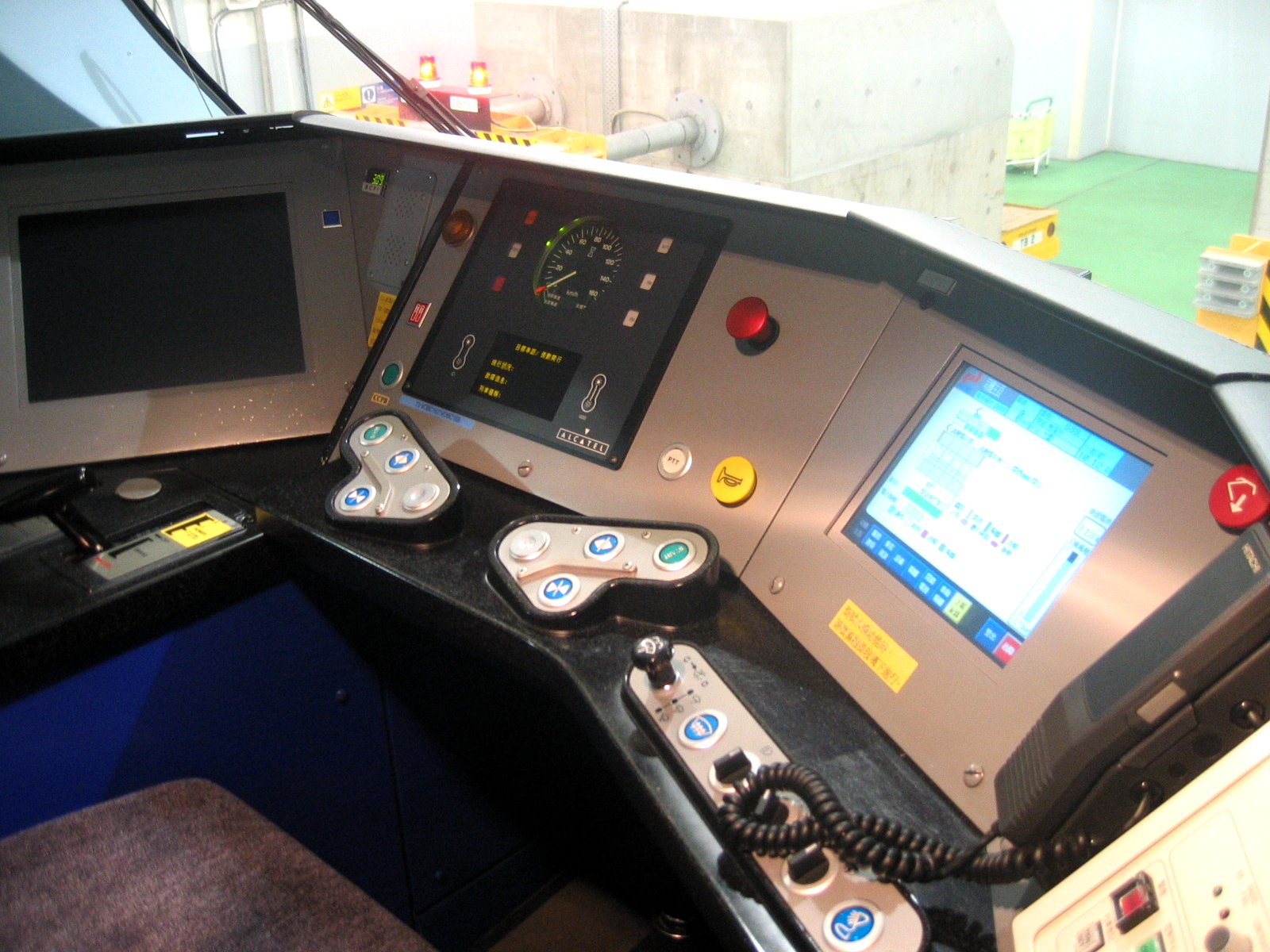
Пульт керування водія Ma On Shan line SP1950
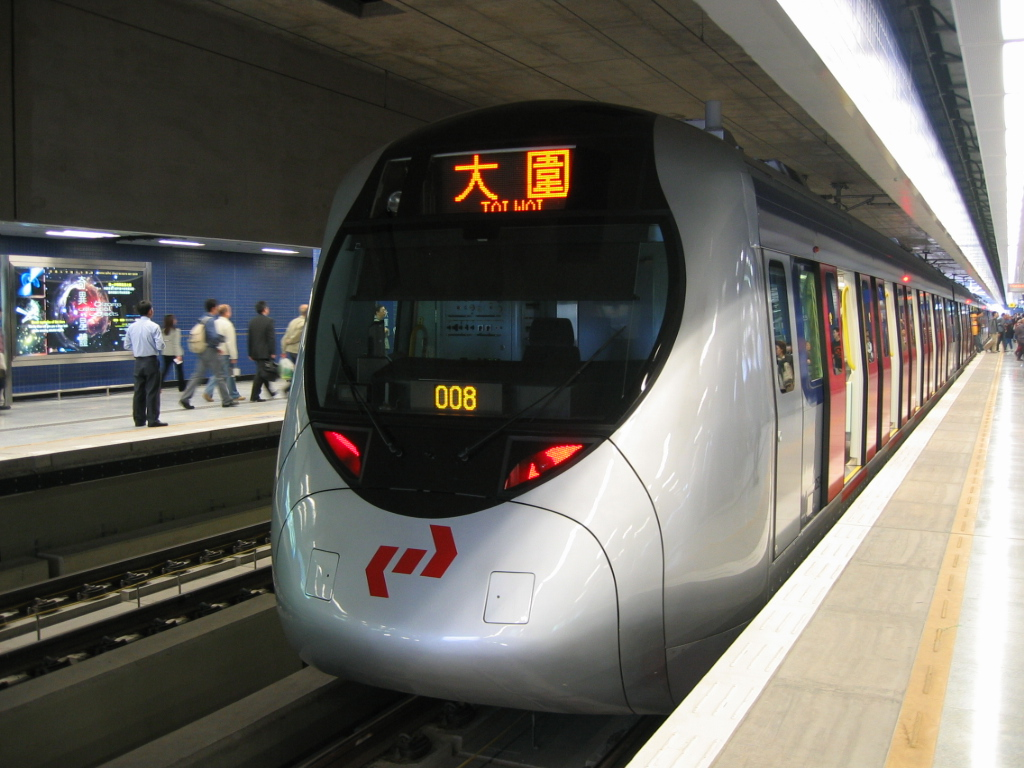
KCR SP1900 EMU на станції Tai Wai
Відсік F227 - збоку (ліворуч вгору) (відсік першого класу)